# SOUL SYSTEM
SOUL SYSTEM（ソウル システム）は、松尾潔がFM横浜で、1998年4月から2001年3月まで毎週日曜日の夕方17時〜18時に放送していた、ブラックミュージック中心の選曲の生放送ラジオ番組。

## 概要
- 1998年4月に放送開始し、日産自動車が番組スポンサーで「NISSAN SOUL SYSTEM」としてスタート。その後、日産がルノー傘下に収まる時と時を同じくして提供から撤退、番組タイトルも「SOUL SYSTEM」に変更し、ジングル等も差し替えられた。
- 2000年4月より、当番組の拡張版として本編終了後の18時～18時30分に「SOUL SYSTEM EXTRA」も放送開始。一時期のみだがJ-POPの楽曲もオンエアされた。こちらは、本編SOUL SYSTEMと違い、ほぼ音楽のみかける構成で、トークは番組冒頭とエンディングに少々ある程度。

## 番組エピソード
- 番組途中に入る交通情報の際、交通情報の担当者に通常のバトンタッチをするだけではなく、呼びかけて交通情報担当者とのクロストークが生まれる回が多い。普段、事務的に情報を読み上げる以外の、担当者の素顔・個性を引き出し、垣間見えることが出来、非常に斬新であった。

## 番組ゲスト
不定期だが、ゲストも時々登場している。
- F.O.H
- m-flo
- TOKU
- 平井堅

| FM横浜 日曜夕方の番組 | FM横浜 日曜夕方の番組 | FM横浜 日曜夕方の番組            |
| 前番組                | 番組名                | 次番組                           |
| --------------------- | --------------------- | -------------------------------- |
| -                     | SOUL SYSTEM           | Driver's Meeting（レーサー鹿島） |